# 1969년 일본 시리즈
1969년 일본 시리즈(일본어: 1969年の日本シリーズ)는 1969년 10월 26일부터 11월 2일까지 열린 일본 프로 야구의 일본 시리즈 경기이다. 센트럴 리그 우승 팀인 요미우리 자이언츠가 총 6차례의 접전을 펼친 끝에 퍼시픽 리그 우승 팀 한큐 브레이브스를 누르고 4승 2패의 성적을 기록, 5년 연속 11번째 우승을 차지했다.

## 감독
| 소속 리그   | 소속              | 감독              |
| ----------- | ----------------- | ----------------- |
| 센트럴 리그 | 요미우리 자이언츠 | 가와카미 데쓰하루 |
| 퍼시픽 리그 | 한큐 브레이브스   | 니시모토 유키오   |

## 경기 일정
- 1차전 : 10월 26일
- 2차전 : 10월 27일
- 3차전 : 10월 29일
- 4차전 : 10월 30일
- 5차전 : 10월 31일
- 6차전 : 11월 2일

## 경기 기록
| 일시                                     | 경기   | 원정팀(선공)      | 스코어 | 홈팀(후공)        | 개최 구장            | 개시 시각 | 경기 시간  | 관중수   |
| ---------------------------------------- | ------ | ----------------- | ------ | ----------------- | -------------------- | --------- | ---------- | -------- |
| 10월 26일(일)                            | 1차전  | 요미우리 자이언츠 | 6 - 5  | 한큐 브레이브스   | 한큐 니시노미야 구장 | 13시 00분 | 3시간 49분 | 32,831명 |
| 10월 27일(월)                            | 2차전  | 요미우리 자이언츠 | 1 - 2  | 한큐 브레이브스   | 한큐 니시노미야 구장 | 13시 03분 | 2시간 36분 | 24,106명 |
| 10월 28일(화)                            | 이동일 | 이동일            | 이동일 | 이동일            | 이동일               | 이동일    | 이동일     | 이동일   |
| 10월 29일(수)                            | 3차전  | 한큐 브레이브스   | 3 - 7  | 요미우리 자이언츠 | 고라쿠엔 구장        | 13시 01분 | 2시간 53분 | 31,088명 |
| 10월 30일(목)                            | 4차전  | 한큐 브레이브스   | 4 - 9  | 요미우리 자이언츠 | 고라쿠엔 구장        | 13시 00분 | 3시간 11분 | 29,900명 |
| 10월 31일(금)                            | 5차전  | 한큐 브레이브스   | 5 - 3  | 요미우리 자이언츠 | 고라쿠엔 구장        | 13시 01분 | 2시간 52분 | 29,197명 |
| 11월 1일(토)                             | 이동일 | 이동일            | 이동일 | 이동일            | 이동일               | 이동일    | 이동일     | 이동일   |
| 11월 2일(일)                             | 6차전  | 요미우리 자이언츠 | 9 - 2  | 한큐 브레이브스   | 한큐 니시노미야 구장 | 13시 01분 | 3시간 3분  | 33,242명 |
| 우승: 요미우리 자이언츠(5년 연속 11번째) |        |                   |        |                   |                      |           |            |          |

## 일본 시리즈 경기 결과

### 1차전
- 10월 26일 - 한큐 니시노미야 구장

| 팀 | 1 | 2 | 3 | 4 | 5 | 6 | 7 | 8 | 9 | R | H  | E |
| 요미우리                                                                                                  | 1 | 0 | 1 | 1 | 0 | 0 | 1 | 2 | 0 | 6 | 10 | 1 |
| 한큐 | 0 | 0 | 0 | 0 | 0 | 0 | 4 | 0 | 1 | 5 | 10 | 0 |
| 승리 투수: 다카하시 아키라(1-0) 패전 투수: 미즈타니 다카시(0-1) 홈런: 요미우리 – 나가시마 시게오(7회 1점) |   |   |   |   |   |   |   |   |   |   |    |   |

### 2차전
- 10월 27일 - 한큐 니시노미야 구장(연장 10회)

| 팀 | 1 | 2 | 3 | 4 | 5 | 6 | 7 | 8 | 9 | 10 | R | H | E |
| 요미우리                                                                                                | 0 | 0 | 0 | 1 | 0 | 0 | 0 | 0 | 0 | 0  | 1 | 2 | 1 |
| 한큐 | 0 | 0 | 0 | 0 | 0 | 0 | 0 | 1 | 0 | 1X | 2 | 6 | 0 |
| 승리 투수: 아다치 미쓰히로(1-0) 패전 투수: 다카하시 가즈미(0-1) 홈런: 요미우리 – 다카다 시게루(4회 1점) |   |   |   |   |   |   |   |   |   |    |   |   |   |

### 3차전
- 10월 29일 - 고라쿠엔 구장

| 팀 | 1 | 2 | 3 | 4 | 5 | 6 | 7 | 8 | 9 | R | H  | E |
| 한큐 | 0 | 1 | 0 | 0 | 0 | 2 | 0 | 0 | 0 | 3 | 10 | 1 |
| 요미우리 | 1 | 0 | 0 | 1 | 0 | 5 | 0 | 0 | X | 7 | 9  | 1 |
| 승리 투수: 호리우치 쓰네오(1-0) 패전 투수: 가지모토 다카오(0-1) 홈런: 한큐 – 이시이 아키라(2회 1점), 사카모토 도시조(6회 1점) 요미우리 – 나가시마 시게오(4회 1점, 6회 2점) |   |   |   |   |   |   |   |   |   |   |    |   |

### 4차전
- 10월 30일 - 고라쿠엔 구장

| 팀 | 1 | 2 | 3 | 4 | 5 | 6 | 7 | 8 | 9 | R | H  | E |
| 한큐 | 0 | 1 | 1 | 1 | 0 | 1 | 0 | 0 | 0 | 4 | 9  | 1 |
| 요미우리 | 0 | 0 | 0 | 6 | 0 | 2 | 1 | 0 | X | 9 | 10 | 0 |
| 승리 투수: 호리우치 쓰네오(2-0) 패전 투수: 미야모토 유키노부(0-1) 홈런: 한큐 – 나가이케 도쿠지(2회 1점), 이시이 아키라(4회 1점) 요미우리 – 오 사다하루(7회 1점) |   |   |   |   |   |   |   |   |   |   |    |   |

### 5차전
- 10월 31일 - 고라쿠엔 구장

| 팀 | 1 | 2 | 3 | 4 | 5 | 6 | 7 | 8 | 9 | R | H | E |
| 한큐 | 0 | 2 | 0 | 0 | 0 | 1 | 2 | 0 | 0 | 5 | 9 | 3 |
| 요미우리 | 1 | 0 | 0 | 2 | 0 | 0 | 0 | 0 | 0 | 3 | 5 | 1 |
| 승리 투수: 아다치 미쓰히로(2-0) 패전 투수: 호리우치 쓰네오(2-1) 홈런: 한큐 – 고디 윈던(2회 1점, 6회 1점), 나가이케 도쿠지(7회 2점) 요미우리 – 구로에 유키노부(4회 2점) |   |   |   |   |   |   |   |   |   |   |   |   |

### 6차전
- 11월 2일 - 한큐 니시노미야 구장

| 팀 | 1 | 2 | 3 | 4 | 5 | 6 | 7 | 8 | 9 | R | H  | E |
| 요미우리 | 0 | 1 | 0 | 0 | 1 | 7 | 0 | 0 | 0 | 9 | 14 | 1 |
| 한큐 | 0 | 0 | 0 | 0 | 0 | 1 | 0 | 0 | 1 | 2 | 6  | 1 |
| 승리 투수: 다카하시 가즈미(1-1) 패전 투수: 미야모토 유키노부(0-2) 홈런: 요미우리 – 오 사다하루(6회 만루), 나가시마 시게오(6회 1점), 구로에 유키노부(6회 1점) 한큐 – 이시이 아키라(9회 1점) |   |   |   |   |   |   |   |   |   |   |    |   |

## 수상 선수
- MVP·타격상 : 나가시마 시게오(요미우리)
- 감투상 : 나가이케 도쿠지(한큐)
- 최우수 투수상 : 다카하시 가즈미(요미우리)
- 기능상 : 다카다 시게루(요미우리)
- 우수 선수상 : 아다치 미쓰히로(한큐)

## 같이 보기
- 1969년 월드 시리즈